# Jean Antoine Meerens
Jean Antoine Meerens, geboren als Jan Antonie Meerens (Pompenburg, Rotterdam, 30 juni 1804 - 15 mei 1864), was een Nederlands/Belgisch multi-instrumentalist, componist en dirigent.
Hij was zoon van Jan Meerens en Johanna Maria van den Helm. Zoon Charles Meerens werd cellist en vooral schrijver over akoestiek.
Meerens bespeelde fluit, piano, Viool, harp en gitaar. Hij deed een gedeelde concertreis in België in 1829/1830 en bleef daar. Hij was werkzaam als kapelmeester van de schutterij in Brugge, alwaar hij ook muziekonderwijzer was. Hij had er tevens een muziek- en pianohandel. Hij vertrok met zijn hele handel in 1845 naar Antwerpen (firma Schott). Vanaf 1854 was hij in Brussel te vinden.